# Mary Kawena Pukui
Mary Abigail Kawenaʻulaokalaniahiʻiakaikapoliopele Naleilehuaapele Wiggin Pukui, nota con il nome di Mary Kawena Pukui (Ka'u, 20 aprile 1895 – Honolulu, 21 maggio 1986) è stata una scrittrice, antropologa, traduttrice e danzatrice di Hula statunitense.

## Biografia
Era figlia della nativa hawaiana Paʻahana Kanakaʻole e di Henry Nathaniel Wiggin, originario del Massachusetts. Sua madre discendeva da un'antica stirpe di alti capi religiosi e sacerdotesse che veneravano le divinità della religione hawaiana. Il padre proveniva invece da una famiglia di uomini d'affari, gestiva una piantagione di zucchero per la Hutchinson Sugar Company e tra le sue antenate poteva annoverare la poetessa Anne Bradstreet. La combinazione tra elementi della cultura indigena hawaiana e coloniale americana alla quale fu sottoposta sin da piccola, influenzò significativamente la sua esistenza. Quando nacque Mary l'arcipelago era governato dalla Repubblica delle Hawaii, ma appena tre anni più tardi le isole furono invase dagli Stati Uniti, che le annessero definitivamente al loro territorio nel 1900. La bambina fu cresciuta dalla nonna materna, poiché questo stabiliva la tradizione locale delle Isole Hawaii. Infatti dal momento che la cultura e la lingua hawaiana erano tramandate soltanto oralmente, per i giovani isolani trascorrere molto tempo insieme ai nonni risultava la strategia più efficace per garantire la prosecuzione delle tradizioni culturali. Oltre alla lingua e alla cultura, in quegli anni la piccola Mary ebbe maniera di apprendere numerose nozioni riguardo la storia delle Hawaii e fu inoltre proprio in quel periodo che sviluppò la sua passione per le danze tradizionali. Dopo la morte di sua nonna nel 1904 tornò a vivere con i genitori, rifiutandosi però di abbandonare lo stile di vita a cui era stata educata. Pur rispettando tale volontà, la sua famiglia le consigliò comunque di apprendere la lingua inglese e di esplorare le possibilità offerte dalla civiltà occidentale. Trasferitasi a Honolulu, venne istruita presso la Hawaiian Mission Academy e la Punahou School. Imparò con straordinaria abilità a destreggiarsi nella società anglo-americana, pur riuscendo a mantenere intatta la sua identità indigena. Si sposò con Kalolii Pukui, di cui prese il cognome. La coppia adottò due bambine di origini giapponesi, mentre nel 1931 nacque la loro unica figlia biologica. Mary insegnò alle tre bambine le stesse tradizioni, usi e costumi che decenni prima aveva appreso da sua nonna. Successivamente lavorò come traduttrice di lingua hawaiana, ricercatrice di cultura e tradizioni polinesiane ed educatrice; apprese in aggiunta come condurre ricerche sul campo in qualità di antropologa qualificata. La sua ricerca contribuì a realizzare pubblicazioni sui coltivatori hawaiani e sui sistemi familiari tradizionali. Negli anni '40 lavorò alla scrittura di un manuale di introduzione alla lingua hawaiana integrato da un dizionario bilingue. Il testo fu fondamentale per la divulgazione dell'idioma nativo durante il dopoguerra. Negli anni '50 si dedicò invece alla trascrizione di antiche storie orali hawaiane, consultando direttamente i cittadini più anziani. Credeva che riportare le loro storie, conoscenze ed esperienze fosse fondamentale per mantenere viva la cultura locale. Per oltre trent'anni si impegnò a registrare conversazioni e canzoni tradizionali, le cui registrazioni sono oggi conservate al Museo Bernice Pauhai Bishop di Honolulu. Proprio in tale museo Mary tenne frequenti lezioni di lingua e cultura hawaiana, argomenti che divennero molto popolari nell'arcipelago durante i decenni seguenti, dopo che per oltre sessant'anni erano stati repressi in favore della cultura degli Stati Uniti d'America continentali. Nel 1981 le sue pubblicazioni relative al mantenimento delle radici linguistiche e culturali native delle Hawaii, le sono valse la nomina al Premio Nobel per la letteratura, poi vinte dal saggista Elias Canetti. Tutt'oggi i suoi progetti vengono portati avanti dalla Mary Kawena Pukui Cultural Preservation Society, che si occupa per l'appunto di salvaguardare gli aspetti folcloristici correlati agli indigeni hawaiani.

## Pubblicazioni (Selezione)
La seguente lista riporta soltanto una parte dei testi pubblicate da Mary Kawena Pukui nella sua carriera, mostrando le sue opere di maggior rilevanza:
- Hawaiian Folk Tales (Racconti popolari hawaiani), 1933
- Ancient Hulas of Kaua‘i (Antichi Hula di Kaua‘i), 1936
- History of Hawai‘i (Storia delle Hawaii), 1936
- The Hula, Hawai‘i’s Own Dance (L'Hula, la danza delle Hawaii), 1942
- Childhood in Old Hawai’i (Infanzia nelle vecchie Hawaii), 1943
- Introduction to the Hawaiian Language (Introduzione alla lingua hawaiana), 1943
- The Polynesian Family System in Ka‘ū, Hawai‘i (Il sistema familiare polinesiano a Ka'ū, Hawaii), 1958
- Tales of the Menehune (Racconti di Menehune), 1960
- English-Hawaiian Dictionary (Dizionario inglese-hawaiano), 1964
- The Echo of our Song: Chants & Poems of the Hawaiian People (L'eco delle nostre canzoni: Canti & poemi del popolo hawaiano), 1973
- Works of the People of Old (Opere degli antichi), 1976
- ‘Ōlelo No‘eau: Hawaiian Proverbs and Poetical Sayings (‘Ōlelo No‘eau: Proverbi hawaiani e detti poetici), 1983

### Pubblicazioni postume (Selezione)
- Hawaiian-Japanese Dictionary (Dizionario hawaiano-giapponese), 1990
- Handy Hawaiian Dictionary (Dizionario hawaiano tascabile), 1995
- Folktales of Hawai‘i, He Mau Ka‘ao Hawai‘i (Racconti popolari delle Hawaii: He Mau Ka‘ao Hawai‘i), 1995
- Hawai‘i Island Legends: Pikoi, Pele and Others (Leggende delle Isole Hawaii: Pikoi, Pele e altri), 1996
- Ka ‘Oihana Lawai‘a, Hawaiian Fishing Traditiions (Ka ‘Oihana Lawai‘a, Tradizioni di pesca hawaiane), 2006
- Lono and the Magical Land Beneath the Sea (Lono e la terra magica sotto il mare), 2006